# Laneuveville-aux-Bois
Laneuveville-aux-Bois è un comune francese di 318 abitanti situato nel dipartimento della Meurthe e Mosella nella regione del Grand Est.

## Società

### Evoluzione demografica
Abitanti censiti